# Odontomyia finalis
Odontomyia finalis är en tvåvingeart som först beskrevs av Walker 1859.  Odontomyia finalis ingår i släktet Odontomyia och familjen vapenflugor. Inga underarter finns listade i Catalogue of Life.